# Colegiata de Santa Ana
La excolegiata de Santa Ana es una iglesia de la localidad española de Peñaranda de Duero, en la provincia de Burgos.

## Descripción
Está ubicada en la localidad burgalesa de Peñaranda de Duero, en la comunidad autónoma de Castilla y León. Los comienzos de su construcción, en la que habría intervenido presumiblemente Rodrigo Gil de Hontañón, se remontan a mediados del siglo XVI. Tuvo en el pasado el rango de colegiata y en ella fue maestro de capilla Enrique de Valderrábano. Hacia 2014 se realizaron obras de restauración de fachada y techos.